# HMS Sheffield (C24)
Pour les autres navires du même nom, voir HMS Sheffield.
Le HMS Sheffield est un croiseur léger de classe Town de la Royal Navy, lancé en 1936. Il participe à la Seconde Guerre mondiale, notamment lors de la poursuite du Bismarck en 1941, puis est démoli en 1967.

## Service

### Seconde Guerre Mondiale
Au début de la guerre, le Sheffield a servi avec le 18e escadron de croiseurs, patrouillant dans le détroit du Danemark, puis, en avril 1940, il a été engagé dans la campagne de Norvège. Après une courte période de mission anti-invasion dans la Manche, il rejoint la Force H, basée à Gibraltar. Pendant ce temps, il a opéré en Méditerranée et dans l'Atlantique jusqu'à la fin de l'année, et a participé à l'opération White et à la Bataille du cap Teulada.
En février 1941, il participe à l'opération Grog, le bombardement de Gênes, aux opérations contre les convois de Vichy et soutient les renforts aériens vers Malte. En mai, Il participe à la poursuite du Bismarck. Durant le dernier jour de cette poursuite, le 27 mai, les Swordfish du HMS Ark Royal, en route pour attaquer le Bismarck, ont confondu le Sheffield avec le cuirassé allemand et ont largué leurs torpilles contre leur propre marine. Heureusement pour les marins anglais, les nouveaux détonateurs magnétiques, défectueux, ont explosé immédiatement en entrant dans l'eau, épargnant le navire britannique. Le 12 juin, il a localisé et a coulé un des pétroliers du Bismarck, le Friedrich Breme. Après la destruction début octobre 1941 d'un autre navire de ravitaillement allemand, le Kota Penang (aidé par le croiseur HMS Kenya), le Sheffield retourne en Grande-Bretagne.
En décembre 1941, il participe à l'escorte du convoi PQ 5.
Il était occupé par des convois arctiques jusqu'à ce qu'il heurte une mine au large de l'Islande le 3 mars 1942 et fut en réparation jusqu'en juillet. Après d'autres convois arctiques, le Sheffield a rejoint les forces soutenant le débarquement allié en Afrique du Nord (opération Torch) en novembre. En décembre 1942, le Sheffield et le HMS Jamaica formèrent la "Force R", sous le commandement du contre-amiral Robert Burnett (du Sheffield). Il participe alors à la bataille de la mer de Barents, le 31 décembre 1942. Elle correspond à l'attaque du convoi britannique JW51B, attaque qui échoua grâce à son intervention en compagnie du Jamaica : ils endommagèrent le croiseur lourd allemand Admiral Hipper et coulèrent le destroyer Z16 Friedrich Eckoldt. Du fait de ces dégâts et des pertes, les forces allemandes se retirèrent et rentrèrent à Altafjord.
Lors de cet engagement, le destroyer HMS Achates et le dragueur de mines HMS Bramble sont coulés par les tirs des deux navires allemands.
En février 1943, Sheffield déménage pour opérer dans le golfe de Gascogne et, en juillet et août, il soutient les débarquements à Salerne (Opération Avalanche). De retour une nouvelle fois dans l'Arctique, il participe au naufrage du cuirassé Scharnhorst au large des côtes nord de la Norvège, fin décembre.
En 1944, Sheffield était une escorte pour la force de transport de la Royal Navy qui a exécuté une série d'attaques aériennes sur le cuirassé allemand Tirpitz, entre avril et août. Ceux-ci ont eu un succès limité et la responsabilité a été transférée à la Royal Air Force.
Un long carénage à Boston et en Grande-Bretagne a maintenu Sheffield hors de combat jusqu'à la fin de la guerre.

## Cinéma
Le HMS Sheffield a joué le rôle du HMS Ajax dans le film La Bataille du Rio de la Plata.